# Сомалски јеж
Сомалски јеж (Atelerix sclateri) је врста сисара из породице јежева. 

## Распрострањеност
Ареал врсте је ограничен на једну државу. Сомалија је једино познато природно станиште врсте.

## Станиште
Станишта врсте су саване и травна вегетација. 

## Угроженост
Ова врста је наведена као последња брига, јер има широко распрострањење и честа је врста.